# Jurģis Pučinskis
Jurģis Pučinskis (ur. 1 marca 1973 w Dyneburgu) – piłkarz łotewski grający na pozycji pomocnika. W reprezentacji Łotwy rozegrał 14 meczów. Był w kadrze Łotwy na Mistrzostwa Europy w 2004 roku.